# Замок Раппа

Герб феодалів Берк — графів Мейо.

Замок Раппа (англ. Rappa Castle) — один із замків Ірландії, розташований у графстві Мейо, біля селища Балліна Бел ан Аха. Нині замок лежить у руїнах.

## Історія замку Раппа
Замок Раппа був побудований феодалами Берк. Довгий час вони володіли цим замком, аж доки в 1641 році спалахнуло повстання за незалежність Ірландії. Олівер Кромвель втопив повстання в крові і конфіскував замки та землі в колишніх власників і дарував їх своїм солдатам і офіцерам. Замок Раппа був подарований солдату на прізвище Крофтон. Потім Вільям Нокс із Кастлера (1630 року народження) одружився з леді Крофтон — спадкоємицею замку Раппа. З того часу замком володіла родина Нокс аж до 1920 року.
Френсіс Нокс — третій син Френсіса Нокса з абатства Мойн та його дружини Дороті Аннеслі народився 1726 року. Він одружився з Мері Гор, що була родом з Белліка. Вони успадкували замок Раппа в 1761 році. Френсіс Нокс оселився в замку Раппа і став верховним шерифом Мейо. У 1818 році замок успадкував їхній син Гор Нокс (1768—1839). Він теж став верховним шерифом Мейо в 1825 року. У нього було восьмеро синів. Замок успадкував старший син — Аннеслі Гор Нокс (1878—1878). Він став верховним шерифом графства Мейо в 1829 році. Його пережили троє його синів, у тому числі Артур, що успадкував замок та маєток і став верховним шерифом Мейо в 1884 році.
У 1919—1922 роках йшла війна за незалежність Ірландії. Родина Нокс залишила замок і ці землі. Замок та землі Раппа перейшли у володіння Вільяма Гіллеспі. Він мав 13 дітей і побудував новий будинок Білт-Хаус біля замку Раппа. Там родина Гіллеспі жила до 2001 року. Замок був закинутий і перетворився в руїну. Потім будинок спіткала така ж доля. Нині замок охороняється законом, але лишається пусткою, яка поступово руйнується.